# دارلاستون تاون
دارلاستون تاون هو نادي كرة قدم بريطاني أٌسس عام 1874. يلعب النادي في West Midlands (Regional) League ‏.